# Сезон ФК «Дніпро» (Дніпропетровськ) 1995—1996
Сезон ФК «Дніпро» (Дніпропетровськ) 1995—1996 — 5-ий сезон футбольного клубу «Дніпро» у футбольних змаганнях України. Команда завойовує треті бронзові нагороди.

## Склад команди
| № | Поз. | Нац.    | Гравець           |
| - | ---- | ------- | ----------------- |
|   | ВР   | Україна | Микола Медін      |
|   | ВР   | Україна | Сергій Перхун     |
|   | ВР   | Україна | Святослав Сирота  |
|   | ЗХ   | Україна | Володимир Багмут  |
|   | ЗХ   | Україна | Володимир Горілий |
|   | ЗХ   | Україна | Олександр Євтушок |
|   | ЗХ   | Україна | Геннадій Козар    |
|   | ЗХ   | Україна | Віктор Скрипник   |
|   | ЗХ   | Україна | Андрій Юдін       |
|   | ЗХ   | Україна | Дмитро Яковенко   |
|   | ПЗ   | Росія   | Олександр Захаров |

| № | Поз. | Нац.      | Гравець            |
| - | ---- | --------- | ------------------ |
|   | ПЗ   | Німеччина | Андреас Зассен     |
|   | ПЗ   | Україна   | Володимир Ковалюк  |
|   | ПЗ   | Україна   | Олексій Купцов     |
|   | ПЗ   | Україна   | Олексій Куриленко  |
|   | ПЗ   | Україна   | Сергій Мізін       |
|   | ПЗ   | Україна   | Андрій Полунін     |
|   | ПЗ   | Україна   | Дмитро Топчієв     |
|   | ПЗ   | Україна   | Володимир Шаран    |
|   | НП   | Бразилія  | Емерсон            |
|   | НП   | Україна   | Сергій Нагорняк    |
|   | НП   | Україна   | Олександр Паляниця |

## Чемпіонат України

### Календар чемпіонату України
| Тур | Команда               | Рахунок     | Тур | Команда       | Рахунок     | Тур | Команда               | Рахунок     |
| --- | --------------------- | ----------- | --- | ------------- | ----------- | --- | --------------------- | ----------- |
| 1   | «Волинь»              | 1:5Протокол | 13  | «Зірка-НІБАС» | 3:1Протокол | 23  | «Чорноморець»         | 0:2Протокол |
| 2   | «Динамо»              | 0:0Протокол | 14  | «Кремінь»     | 0:3Протокол | 24  | «ЦСКА-Борисфен»       | 0:0Протокол |
| 3   | «Прикарпаття»         | 1:1Протокол | 15  | «Металург»    | 5:0Протокол | 25  | «Нива» (Вінниця)      | 1:2Протокол |
| 4   | «Таврія»              | 2:0Протокол | 16  | «Шахтар»      | 1:0Протокол | 26  | СК «Миколаїв»         | 0:2Протокол |
| 5   | «Карпати»             | 2:1Протокол | 17  | «Зоря-МАЛС»   | 3:1Протокол | 27  | «Нива» (Тернопіль)    | 2:1Протокол |
| 6   | «Кривбас»             | 1:0Протокол |     |               |             | 28  | «Торпедо» (Запоріжжя) | 1:3Протокол |
| 7   | «Торпедо» (Запоріжжя) | 2:0Протокол |     |               |             | 29  | «Кривбас»             | 4:2Протокол |
| 8   | «Нива» (Тернопіль)    | 0:1Протокол | 18  | «Зоря-МАЛС»   | 0:3Протокол | 30  | «Карпати»             | 3:0Протокол |
| 9   | СК «Миколаїв»         | 5:0Протокол | 19  | «Шахтар»      | 2:2Протокол | 31  | «Таврія»              | 3:3Протокол |
| 10  | «Нива» (Вінниця)      | 2:0Протокол | 20  | «Металург»    | 2:1Протокол | 32  | «Прикарпаття»         | 1:0Протокол |
| 11  | «ЦСКА-Борисфен»       | 2:0Протокол | 21  | «Кремінь»     | 2:0Протокол | 33  | «Динамо»              | 5:1Протокол |
| 12  | «Чорноморець»         | 2:1Протокол | 22  | «Зірка-НІБАС» | 1:1Протокол | 34  | «Волинь»              | 2:1Протокол |

Примітка

Блакитним кольором виділені домашні ігри.

### Турнірна таблиця
| Місце | Команда         | Ігор | В  | Н  | П | РМ    | Очок |
| ----- | --------------- | ---- | -- | -- | - | ----- | ---- |
| 2     | «Чорноморець»   | 34   | 22 | 7  | 5 | 56-25 | 73   |
| 3     | «Дніпро»        | 34   | 19 | 6  | 9 | 65-34 | 63   |
| 4     | «ЦСКА-Борисфен» | 34   | 15 | 11 | 8 | 47-27 | 56   |

## Кубок України

### Виступи
| Раунд               | Команда   | Рахунок              |
| ------------------- | --------- | -------------------- |
| 1/16 фіналу(2 етап) | «Поділля» | 5:2Протокол          |
| 1/8 фіналу          | «Карпати» | 4:1Протокол          |
| 1/4 фіналу          | «Шахтар»  | 2:2(пен.2:4)Протокол |